# Heřmanovice
Heřmanovice är en ort i Tjeckien. Den ligger i den östra delen av landet, 210 km öster om huvudstaden Prag. Heřmanovice ligger 625 meter över havet och antalet invånare är 379.
Terrängen runt Heřmanovice är kuperad. Runt Heřmanovice är det ganska glesbefolkat, med 29 invånare per kvadratkilometer. Närmaste större samhälle är Zlaté Hory, 7,8 km norr om Heřmanovice. I omgivningarna runt Heřmanovice växer i huvudsak barrskog.